# ВК Борац
Ватерполо клуб Борац из Бањалуке основан је 2008. године, а након што је један период био у стању мировања, поново је активиран 2017. године. 

## Историја
Ватерполо клуб Борац је покренут 2008. године  и након што је био активан у периоду између 2010. и 2011. године, клуб се нашао у стању мировања до 2017. године. Тада су кренули у рад са млађим категоријама, а тренутно имају своју школу ватерпола, те селекције до 12, 13, 15, 17, 19 година, те сениорску екипу. 
Због тренутних проблема са Ватерполо савезом Републике Српске, они се тренутно такмиче у регионалној лиги са клубовима из Словеније и Хрватске. Тренер клуба је Давор Јосиповић. 